# Priateľ školy a literatúry
Priateľ školy a literatúry (lapcímének magyar fordítása „Az iskola és az irodalom barátja”) szlovák nyelven megjelenő irodalmi és pedagógiai újság volt a Magyar Királyságban. Az első szlovák pedagógiai szaklapnak tekintik. A szlovák nyelvű Cyrill a Method katolikus hetilap önálló mellékleteként az 1858 és 1861 közötti években Budán adták ki Andrej Ľudovít Radlinský szerkesztésében.